# Ихтиологија
Ихтиологија (од грчког икту - риба и логос - наука) је грана зоологије која се бави проучавањем риба. Претпоставља се да у свијету постоји око 25.000 врста риба које чине већину у свијету кичмењака. Иако је већина врста риба откривена, сваке године се у просјеку опише око 250 нових врста.
Ихтиологија је повезана са биологијом мора и лимнологијом.